# International Gold Cup
International Gold Cup je bila neprvenstvena dirka Formule 1, ki se je odvijala med letoma 1954 in 1972 na dirkališču Oulton Park v Cheshiru, od tega je dirka petkrat potekala pod pravili Formule 2. Večinoma so na dirki nastopali domači dirkači, tako so med zmagovalci le Britanci in Avstralci z izjemo ene zmage Belgijca Jackyja Ickxa, najuspešnejši pa je Stirling Moss s petimi zmagami. Najbolj znana dirka je tista iz leta 1961, ko je zadnjo zmago tu dosegel Stirling Moss, znana pa je predvsem, ker je to prva in edina zmaga dirkalnika s pogonom na vsa štiri kolesa, Ferguson P99. 

## Zmagovalci
Roza ozadnje označuje dirke pod pravili Formule 2.
| Leto | Dirkač         | Dirkalnik     | Čas       | Poročilo |
| ---- | -------------- | ------------- | --------- | -------- |
| 1954 | Stirling Moss  | Maserati 250F | 1h11m27.0 | Poročilo |
| 1955 | Stirling Moss  | Maserati 250F | 1h44m05.4 | Poročilo |
| 1956 | Roy Salvadori  | Cooper T41    | 1h19m02.0 | Poročilo |
| 1957 | Jack Brabham   | Cooper T43    | 1h37m29.4 | Poročilo |
| 1959 | Stirling Moss  | Cooper T51    | 1h34m37.2 | Poročilo |
| 1960 | Stirling Moss  | Lotus 18      | 1h45m54.0 | Poročilo |
| 1961 | Stirling Moss  | Ferguson P99  | 1h51m53.8 | Poročilo |
| 1962 | Jim Clark      | Lotus 25      | 2h03m46.6 | Poročilo |
| 1963 | Jim Clark      | Lotus 25      | 2h02m58.6 | Poročilo |
| 1964 | Jack Brabham   | Brabham BT10  | 1h09m23.0 | Poročilo |
| 1965 | John Surtees   | Lola T60      | 1h08m44.0 | Poročilo |
| 1966 | Jack Brabham   | Brabham BT19  | 1h06m14.2 | Poročilo |
| 1967 | Jack Brabham   | Brabham BT24  | 1h10m07.0 | Poročilo |
| 1968 | Jackie Stewart | Matra MS10    | 1h00m39.0 | Poročilo |
| 1969 | Jacky Ickx     | Brabham BT26A | 1h00m28.6 | Poročilo |
| 1970 | John Surtees   | Surtees TS7   | 59m48.2   | Poročilo |
| 1971 | John Surtees   | Surtees TS9   | 57m38.6   | Poročilo |
| 1972 | Denny Hulme    | McLaren M19A  | 57m15.6   | Poročilo |